# Australian Masters
O Australian Masters foi um torneio de golfe anual no Circuito PGA da Australásia situado em Vitória, Austrália, de 1979 a 2015. 
O torneio foi cossancionado pelo Circuito Europeu de 2006 a 2009, com um aumento significativo de 20% no fundo de prêmios. Porque o torneio acontece tardiamente no calendário anual (Novembro ou Dezembro), tornou-se parte do cronograma do Circuito Europeu do ano seguinte, de 2006 a 2008. Com a decisão do Circuito Europeu de realinhar seu cronograma com o calendário anual para 2010, o evento de 2009 foi o primeiro a evento a fazer parte da agenda atual do Circuito do ano. A cossanção com o Circuito Europeu foi abandonada depois do evento de 2009.
Até 2008, o Australian Masters foi sempre situado no Huntingdale Golf Club, um clube de golfe situado em Oakleigh South. Em 2009 foi introduzido um sistema de rodízio e o evento foi realizado em diferentes percursos na área de Melbourne.
Jogadores de casa dominaram o evento, com o ex-número um mundial Greg Norman tendo o maior sucesso, ganhando o Gold Jacket em seis ocasiões. Dois outros australianos também ganharam três vezes – Craig Parry e Peter Senior. Jogadores estrangeiros que conquistaram o título incluem as estrelas europeias do Ryder Cup, Bernhard Langer e Colin Montgomerie. 
Since 2007, the Official World Golf Ranking awarded at least 20 points to Australian Masters winners. Some editions have had top American and European players, which increased the points to 32 in 2011, 30 in 2010 and 28 in 2009.
On 18 March 2009 the Victorian State Government announced a major coup, confirming that then World Number 1 Tiger Woods would play in the 2009 event at its new venue, Kingston Heath.[2] The announcement caused a minor public backlash due to 50% of Woods' A$3 million appearance fee being paid by taxpayer funds. Woods' appearance was tipped to generate close to A$20 million for the Victorian economy via tourism and other related areas.[3]
Este evento pertence à IMG. Ele não foi realizado em 2016 e há relatos de incerteza sobre seu futuro..